# Bisoca
Bisoca est une commune roumaine située dans le județ de Buzău.